# Premio Pulitzer per il romanzo
Il premio Pulitzer per il romanzo (in inglese: Pulitzer Prize for the Novel) è stato un premio letterario assegnato annualmente dal 1918 al 1947 a un romanzo scritto da un autore statunitense. 
Il premio Pulitzer per il romanzo fu uno dei sette Premi Pulitzer istituiti nel 1917 dalla Columbia University in memoria di Joseph Pulitzer, deceduto nel 1911, destinati a un'opera letteraria, teatrale o musicale composta da un autore statunitense nell'anno precedente; in quello stesso 1917, tuttavia, non fu premiato alcun romanzo. Il premio non fu inoltre assegnato nel 1920, nel 1941 e nel 1946. 
Nel 1948 il premio Pulitzer per il romanzo fu sostituito dal premio Pulitzer per la narrativa (Pulitzer Prize for Fiction).

## Albo d'oro

### Anni 1910
- 1918: His Family di Ernest Poole
- 1919: I magnifici Amberson (The Magnificent Ambersons) di Booth Tarkington

### Anni 1920
- 1920: non assegnato
- 1921: L'età dell'innocenza (The Age of Innocence) di Edith Wharton
- 1922: Alice Adams (Alice Adams) di Booth Tarkington
- 1923: Uno dei nostri (One of Ours) di Willa Cather
- 1924: The Able McLaughlins di Margaret Wilson
- 1925: So Big: una storia americana (So Big) di Edna Ferber
- 1926: Il dottor Arrowsmith (Arrowsmith) di Sinclair Lewis (rifiutato)
- 1927: Autunno (Early Autumn) di Louis Bromfield
- 1928: Il ponte di San Luis Rey (The Bridge of San Luis Rey) di Thornton Wilder
- 1929: Scarlet Sister Mary di Julia Peterkin

### Anni 1930
- 1930: Laughing boy di Oliver La Farge
- 1931: Years of Grace di Margaret Ayer Barnes
- 1932: La buona terra (The Good Earth) di Pearl S. Buck
- 1933: I roghi dell'Alabama (The Store) di Thomas Sigismund Stribling
- 1934: Lamb in His Bosom di Caroline Pafford Miller
- 1935: Ora che è novembre (Now in November) di Josephine Johnson
- 1936: Miele nel Corno d'Africa (Honey in the Horn) di Harold Lenoir Davis
- 1937: Via col vento (Gone with the Wind) di Margaret Mitchell
- 1938: Il fu George Apley (The Late George Apley) di John P. Marquand
- 1939: Il cucciolo (The Yearling) di Marjorie Kinnan Rawlings

### Anni 1940
- 1940: Furore (The Grapes of Wrath) di John Steinbeck
- 1941: non assegnato
- 1942: In questa nostra vita (In This Our Life) di Ellen Glasgow
- 1943: I denti del drago (Dragon's Teeth) di Upton Sinclair
- 1944: Corsa nel buio (Journey in the Dark) di Martin Flavin
- 1945: Una campana per Adano (A Bell for Adano) di John Hersey
- 1946: non assegnato
- 1947: Tutti gli uomini del re (All the King's Men) di Robert Penn Warren